# 1819 في فرنسا
فيما يلي قوائم الأحداث التي وقعت خلال عام 1819 في فرنسا.

## سياسة

### تعيين في المنصب
- 19 نوفمبر – إيلي ديكاز head of government of France ‏.

### انتهاء فترة المنصب
- 19 نوفمبر – جان جوزيف ديسول head of government of France ‏.

## مواليد

### مارس
- 7 مارس – تشارلز بلانشارد

### يونيو
- 10 يونيو – غوستاف كوربيه رسام فرنسي.

### سبتمبر
- 18 سبتمبر – ليون فوكو فيزيائي فرنسي.
- 23 سبتمبر – هيبوليت فيزو فيزيائي فرنسي.

### أكتوبر
- 24 أكتوبر – إدوارد هويت عالم نبات فرنسي.

## وفيات

### يوليو
- 6 يوليو – صوفي بلانشارد (مواليد 1778)

### نوفمبر
- 10 نوفمبر – لويس جيرار (مواليد 1733) عالم نبات فرنسي.